# タクマウ
タクマウ(クメール語：ក្រុងតាខ្មៅ)(黒い祖父)は、カンボジア中南部のカンダル州の州都。
2012年の人口は20万5764人。
首都プノンペンから11km南に位置し、直接接している。
6つの地区と20の村を有する。

約60%の住民がプノンペンに通勤している。

## 参考資料
1. ↑  “2012Census”. 2013年1月11日時点のオリジナルよりアーカイブ。2017年1月8日閲覧。
2. ↑  “Kandal Administration”.   Royal Government of Cambodia. 2008年12月24日時点のオリジナルよりアーカイブ。2009年2月1日閲覧。